# انتخابات پارلمان اروپا در بلژیک (۲۰۱۹)
انتخابات پارلمان اروپا در بلژیک (انگلیسی: European Parliament election, 2019) در ۲۶ ماه مه ۲۰۱۹ در سه حوزه انتخابیه بلژیک شامل حوزه انتخابیه هلندی زبان، حوزه انتخابیه فرانسوی زبان و حوزه انتخابیه آلمانی زبان همزمان با برگزاری انتخابات منطقه‌ای بلژیک برگزار خواهد شد. ماریان تایسن که در انتخابات پارلمان اروپا ۲۰۱۴ انتخاب شد و بعداً در سمت کمیسر اروپا خدمت کرد در سال ۲۰۱۸ اعلام کرد وی در ۲۰۱۹ از سیاست کناره‌گیری خواهد کرد.